# 石のような自由
『石のような自由』（いしのようなじゆう）は、ロックバンド「家主」の3枚目のアルバム。2023年12月20日にNEWFOLKより配信。2024年2月6日にCDで発売。

## 収録曲
1. SHOZEN
先行シングル曲[1]。
2. きかいにおまかせ
先行シングル曲[3]。
3. 庭と雨
4. 歩き方から
田中ヤコブのYouTubeにデモ音源がアップロードされている[4]。
5. 部会
田中ヤコブのYouTubeにデモ音源がアップロードされている[5]。
6. ひとりとひとり[ニューミックス]
オリジナルバージョンは「"台風クラブと家主 ふたたび"来場特典CD(非売品)」に収録[6][7]。
7. オープンエンド
先行シングル曲[8]。田中悠平がギター、谷江俊岳がベースを担当している。
8. 耐えることに慣れ過ぎている!
9. free as a stone
10. Dreamy[再録]
2020年に配信されたシングル曲の再録[9]。
11. 今日はひとりでいようね
田中ヤコブのSoundCloud[10]とYouTube[11]にそれぞれ異なるデモ音源がアップロードされている。

CDのみボーナストラック
1. きかいにおまかせ (demo)
2. free as a stone (demo)
3. Dreamy (original)
2020年の配信バージョン。